# Долгобудский сельсовет
Долгобудский сельсовет — сельское поселение в Беловском районе Курской области Российской Федерации.
Административный центр — село Долгие Буды.

## История
Статус и границы сельского поселения установлены Законом Курской области от 21 октября 2004 года № 48-ЗКО «О муниципальных образованиях Курской области»

## Население
| 2002 | 2010  | 2012  | 2013  | 2014 | 2015 | 2016 |
| ---- | ----- | ----- | ----- | ---- | ---- | ---- |
| 1275 | ↘1043 | ↘1017 | →1017 | ↘980 | ↘970 | ↘966 |
| 2017 | 2018  | 2019  | 2020  | 2021 |      |      |
| ↘951 | ↗952  | ↘920  | ↗921  | ↘892 |      |      |

## Состав сельского поселения
| № | Населённый пункт | Тип населённого пункта       | Население |
| - | ---------------- | ---------------------------- | --------- |
| 1 | Долгие Буды      | село, административный центр | ↘720      |
| 2 | Кривицкие Буды   | село                         | ↘290      |
| 3 | Новоселовка      | деревня                      | ↘15       |
| 4 | Чернецкий        | хутор                        | ↘18       |